# Вежицька сільська рада
Ве́жицька сільська́ ра́да — колишній орган місцевого самоврядування в Рокитнівському районі Рівненської області. Адміністративний центр — село Вежиця.

## Загальні відомості
- Вежицька сільська рада утворена в 1940 році.
- Територія ради: 12 км²
- Населення ради: 1 372 особи (станом на 2001 рік)
- Водоймища на території, підпорядкованій даній раді: озера Вежицьке, Старосільське.

## Населені пункти
Сільській раді були підпорядковані населені пункти:
- с. Вежиця
- с. Переходичі

## Склад ради
Рада складалася з 16 депутатів та голови.
- Голова ради: Кузьмич Павло Мусійович
- Секретар ради: Костюкевич Віктор Григорович

### Керівний склад попередніх скликань
| Прізвище, ім'я, по батькові | Основні відомості                                                          | Дата обрання | Дата звільнення |
| --------------------------- | -------------------------------------------------------------------------- | ------------ | --------------- |
| Кузмич Микола Миколайович   | Сільський голова, 1961 року народження, член Соціалістичної партії України | 26.03.2006   | 31.10.2010      |
| Кузьмич Павло Мусійович     | Сільський голова, 1959 року народження, освіта вища                        | 31.10.2010   |                 |

Примітка: таблиця складена за даними сайту Верховної Ради України